# Hlîboka Dolîna, Demîdivka
Hlîboka Dolîna (în ucraineană Глибока Долина) este localitatea de reședință a comunei Hlîboka Dolîna din raionul Demîdivka, regiunea Rivne, Ucraina.

## Demografie
Componența lingvistică a localității Hlîboka Dolîna
     Ucraineană (99,68%)
     Alte limbi (0,32%)
Conform recensământului din 2001, majoritatea populației localității Hlîboka Dolîna era vorbitoare de ucraineană (99,68%), existând în minoritate și vorbitori de alte limbi.